# Horváth Miklós (történész)
Horváth Miklós (Kőszeg, 1953. –) magyar történész, hadtörténész, egyetemi tanár. A politikatudományok egyetemi doktora (1989), a hadtudományok kandidátusa (1996), a Magyar Tudományos Akadémia doktora (2003).

## Életpályája
1983-ban a Magyar Néphadsereg történetével kezdett foglalkozni. 1989-ben egyetemi doktori címet kapott. 1990–2003 között a Honvédelmi Minisztérium Hadtörténeti Intézet és Múzeum tudományos főmunkatársa. 2003-ban a Magyar Tudományos Akadémia doktora lett. 2003 óta a Honvédelmi Minisztérium Hadtörténeti Intézet és Múzeum Tudományos Tanácsának tagja, valamint a Hadtörténelmi Közlemények szerkesztő bizottságának tagja. 2003–2005 között a Hadtörténeti Intézet és Múzeum igazgatója volt. 
2004-ben habilitált. 2005–2019 között a Pázmány Péter Katolikus Egyetem Bölcsészettudományi Kar egyetemi tanára. 2017-ig a Terror Háza Múzeum történésze és a Kommunizmuskutató Intézet tudományos főmunkatársa. 2019-től a Károli Gáspár Református Egyetem Bölcsészettudományi Karának egyetemi tanára.

### Munkássága
Az 1980-as évek elejétől hadtörténelmi kutatásokat végzett. Fő kutatási területe az 1956-os forradalom és a hidegháború időszakának hadtörténete. A XX. század második fele egyetemes és magyar hadtörténelmi vonatkozásai, a magyar erőszakszervezetek története, kiemelten az 1956-os forradalom, a Varsói Szerződés és a Magyar Néphadsereg történetének alapkutatás-szintű feldolgozása.

## Művei
- Maléter Pál (1995, 2002)
- Szovjet katonai intervenció 1956 (1996, 2001; angolul: 1999)
- 1956 hadikrónikája (2003; lengyelül: 2006)
- In memoriam 1956 (Tulipán Évával, 2006)
- Koronatanúk jeltelen sírgödrökben (Zinner Tiborral, 2008)
- Hadsereg és fegyverek 1956 (Kovács Vilmossal, 2011)
- Kényszerkirándulás a Szovjetunióba (Olekszandr Pahiryaval, 2012)
- Magyarország az atomháború árnyékában (Kovács Vilmossal, 2016)
- Remény és pokol, 1956 (szerkesztő; 2016)
- Magyarország hadtörténete IV. – 1919-től napjainkig (2018)
- A magyar honvédelmi igazgatás története, 1945-1990 (2020)

## Díjai
- Haza Szolgálatáért Érdemérem Ezüst Fokozat (1979)
- Haza Szolgálatáért Érdemérem Arany Fokozat (1987)
- Nagy Imre-emlékplakett (1995)
- I. osztályú Szolgálati Jel (1995, 1997)
- Maléter Pál-emlékérem (1998)
- Zrínyi Miklós-díj (2000)[4]
- Szolgálati Érdemjel arany fokozata (2002)
- „Honvédségért Emlékplakett” (2005)
- ’56-os Díszérem (2006)
- I. osztályú Honvédelemért Kitüntető Cím (2006)
- Nagy Imre-érdemrend (2009)